# Tuyến Đài Trung

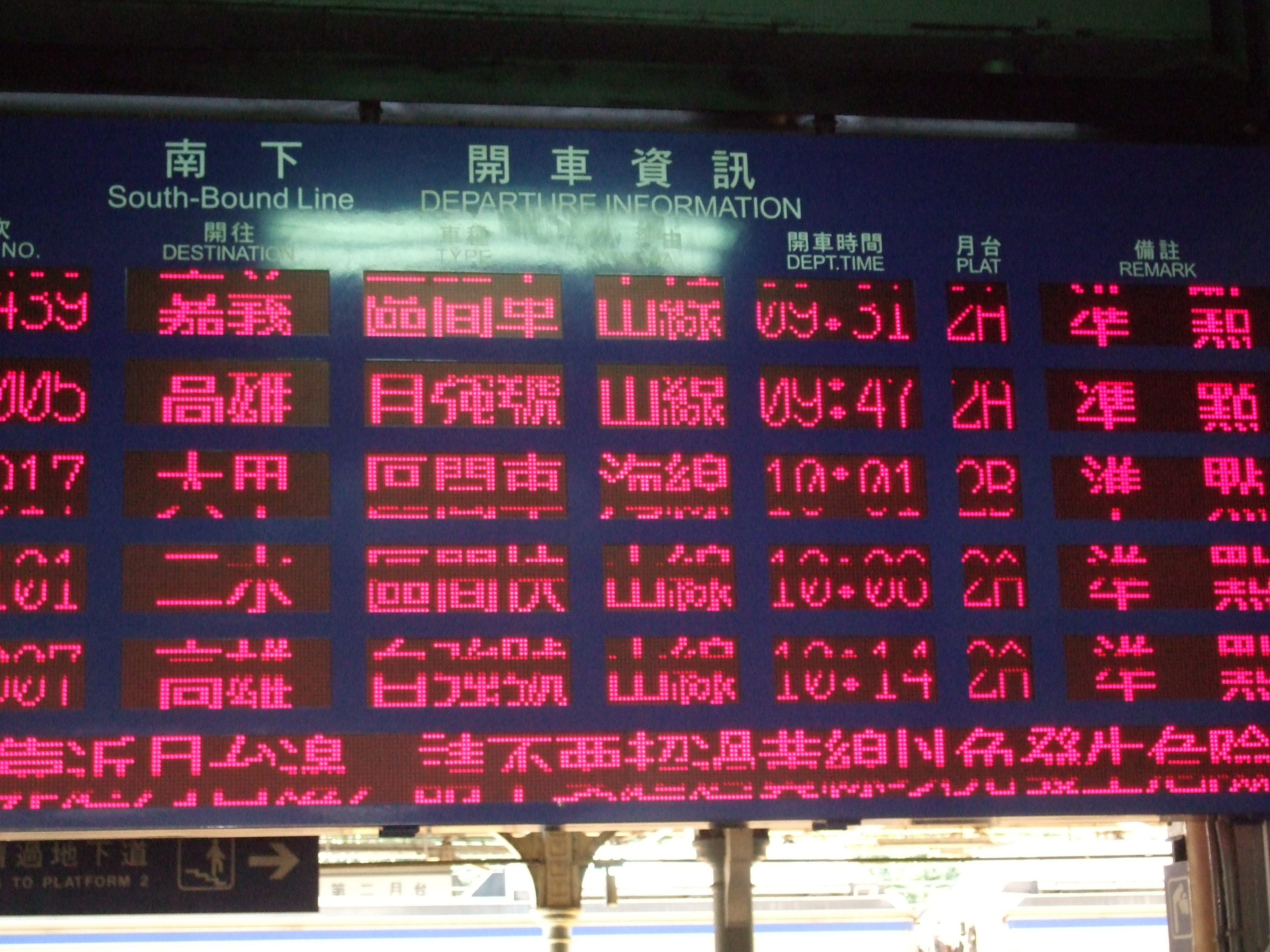
Tàu khởi hành tại nhà ga xe lửa Đài Trung trên Tuyến Đài Trung (Núi) của Cục Đường sắt Đài Loan.

Tuyến Đài Trung (tiếng Trung: 臺中線 or 台中線; bính âm: Táizhōng Xiàn; Bạch thoại tự: Tâi-tiong Soàⁿ), còn được gọi là tuyến Núi/Sơn (tiếng Trung: 山線; bính âm: Shān Xiàn; Bạch thoại tự: Soaⁿ-sòaⁿ), là tuyến đường sắt của Cục Đường sắt Đài Loan. 

## Ga
| Tên ga       | Tiếng Trung | Tiếng Đài Loan | Tiếng Khách Gia | Chuyển đổi                                              | Vị trí       | Vị trí           |
| ------------ | ----------- | -------------- | --------------- | ------------------------------------------------------- | ------------ | ---------------- |
| Trúc Nam     | 竹南        | Tek-lâm        | Chuk-nằm        | → Tuyến Bờ Tây                                          | Trúc Nam     | Huyện Miêu Lật   |
| Tạo Kiều     | 造橋        | Chō-kiô        | Chho-khiâu      |                                                         | Tạo Kiều     | Huyện Miêu Lật   |
| Phong Phú    | 豐富        | Hong-hù        | Fûng-fu         | Miêu Lật                                                | Hậu Long     | Huyện Miêu Lật   |
| Miêu Lật     | 苗栗        | Biâu-le̍k       | Mèu-li̍t         |                                                         | Miêu Lật     | Huyện Miêu Lật   |
| Nam Thế      | 南勢        | Lâm-sì         | Nàm-sṳ          |                                                         | Miêu Lật     | Huyện Miêu Lật   |
| Đồng La      | 銅鑼        | Tâng-lô        | Thùng-lò        |                                                         | Đồng La      | Huyện Miêu Lật   |
| Tam Nghĩa    | 三義        | Sam-gī         | Sâm-ngi         | → Tuyến Núi cũ (hạn chế dịch vụ)                        | Tam Nghĩa    | Huyện Miêu Lật   |
| Thái An      | 泰安        | Thài-an        | Thai-ôn         |                                                         | Hậu Lý       | Đài Trung        |
| Hậu Lý       | 后里        | Āu-lí          | Heu-lî          | → Tuyến Núi cũ (hạn chế dịch vụ)                        | Hậu Lý       | Đài Trung        |
| Phong Nguyên | 豐原        | Hong-goân      | Fûng-ngièn      |                                                         | Phong Nguyên | Đài Trung        |
| Lật Lâm      | 栗林        | Lek-lîm        | Li̍t-lìm         |                                                         | Đàm Tử       | Đài Trung        |
| Đàm Tử       | 潭子        | Thâm-chú       | Thâm-chṳ́        |                                                         | Đàm Tử       | Đài Trung        |
| Đầu Gia Thái | 頭家厝      | Thâu-ke-chhù   | Thèu-kâ-chhṳ̀    |                                                         | Đàm Tử       | Đài Trung        |
| Tùng Trúc    | 松竹        | Siông-tek      | Chhiùng-chuk    |                                                         | Bắc Đồn      | Đài Trung        |
| Thái Nguyên  | 太原        | Thài-goân      | Thai-ngièn      |                                                         | Bắc Đồn      | Đài Trung        |
| Tinh Vũ      | 精武        | Cheng-bú       | Chîn-vú         |                                                         | Quận Đông    | Đài Trung        |
| Đài Trung    | 臺中        | Tâi-tiong      | Thòi-chûng      |                                                         | Quận Trung   | Đài Trung        |
| Ngũ Quyền    | 五權        | Ngō͘-khoân      | Ńg-khièn        |                                                         | Quận Nam     | Đài Trung        |
| Đại Khánh    | 大慶        | Tāi-khèng      | Thai-khin       | Tàu điện ngầm Đài Trung G : G13 Daqing (u/c)            | Quận Nam     | Đài Trung        |
| Ô Nhật       | 烏日        | O͘-ji̍t          | Vû-ngit         | Tàu điện ngầm Đài Trung G : G16 Wuri (u/c)              | Ô Nhật       | Đài Trung        |
| Tân Ô Nhật   | 新烏日      | Sin O͘-ji̍t      | Sîn Vû-ngit     | Đài Trung Tàu điện ngầm Đài Trung G : G17 Xinwuri (u/c) | Ô Nhật       | Đài Trung        |
| Thành Công   | 成功        | Sêng-kong      | Sṳ̀n-kûng        | → Tuyến Chengzhui                                       | Ô Nhật       | Đài Trung        |
| Chương Hóa   | 彰化        | Chiong-hoà     | Chông-fa        | → Tuyến Bờ Tây                                          | Chương Hóa   | Huyện Chương Hóa |

Ghi chú:
- Ga Thái An: Tầng cao nhất là ga của TRA.